# Bathyoncus lanatus
Bathyoncus lanatus är en sjöpungsart som beskrevs av Monniot 1991. Bathyoncus lanatus ingår i släktet Bathyoncus och familjen Styelidae. Inga underarter finns listade.